# Lawrence Welk
Lawrence Welk (11 mars 1903 – 17 mai 1992) est un musicien américain, accordéoniste et impresario, qui a présenté un show intitulé « The Lawrence Welk Show (en) » entre 1945 et 1982. Son style est connu à la radio et à la télévision sous le nom de « musique champagne » (easy listening). Il meurt le 17 mai 1992, d'une pneumonie.
En 1996, Lawrence Welk a été classé n°43 dans la liste des stars de la télévision.

## Discographie
- Moritat (A Theme from 'The Three Penny Opera') (US #17, 1956)
- The Poor People of Paris (US #17, 1956)
- On the Street Where You Live (US #96, 1956)
- Weary Blues (US #32, 1956)
- In the Alps (US #63, 1956)
- Tonight You Belong to Me (US #15, 1956)
- When the White Lilacs Bloom Again(US #70, 1956)
- Liechtenstein Polka (US #48, 1957)
- Last Date (US #21, 1960)
- Calcutta (US #1, 1961)
- My Three Sons (US #55, 1961)
- Yellow Bird (US #71, 1961)
- Riders in the Sky (US #87, 1961)
- One A-Two A-Cha Cha Cha (US #117, 1961)
- Runaway (US #56, 1962)
- Baby Elephant Walk (US #48, 1962)
- Zero-Zero (US #98, 1962)
- Scarlett O'Hara (US #89, 1963)
- Breakwater (US #100, 1963)
- Blue Velvet (US #103, 1963)
- Fiesta" (US #106, 1963)
- Stockholm" (US #91, 1964)
- Apples and Bananas (US #75,  1965)
- The Beat Goes On (US #104, 1967)
- Green Tambourine (AC #27, 1968)
- Southtown U.S.A. (AC #37, 1970)

## Biographie
- Wunnerful, Wunnerful: The Autobiography of Lawrence Welk, 1971,  (ISBN 0-13-971515-0)
- Lawrence Welk's Musical Family Album, 1977,  (ISBN 0-13-526624-6)

## Sources
- (en) Cet article est partiellement ou en totalité issu de l’article de Wikipédia en anglais intitulé « Lawrence Welk » (voir la liste des auteurs).